# Thomas Pochelu
Thomas Pochelu, né le 17 juillet 1983, est un joueur de rugby à XV français. Il évolue comme demi d'ouverture (1,86 m pour 89 kg).

## Biographie
Il a participé avec la Section paloise à 4 matchs de Top 16 en 2004-2005.

## Carrière de joueur
- SA Mauléon jusqu'en 2003, Fédérale 1
- Section paloise 2003-2005
- Racing Métro 92 2005-2007
- US Colomiers 2007-2008
- AS Béziers 2008-2009
- CA Lannemezan 2009-2010
- SC Graulhet 2010-2011

Il est le meilleur réalisateur du Racing métro 92 en 2005-2006 (226 points).

## Palmarès
- Championnat de France de 1re division fédérale :
  - Champion : 2008 avec l'US Colomiers.